# النيروزي
بنون وبعدها مثناه تحتية، واسمه الفضل بن حاتم. كان متقدمًا في علم الهندسة والهيئة، ذكره صاعد والقفطي، وذكر له تآليف منها: شرح إقليدس، وزيجان كبير وصغير، وكتاب في الآلة التي يعرف بها بعد الأشياء.